# Římskokatolická farnost – děkanství Broumov
Římskokatolická farnost – děkanství Broumov je územním společenstvím římských katolíků v rámci náchodského vikariátu královéhradecké diecéze.

## O farnosti

### Historie
V roce 1213 daroval český král Přemysl Otakar I. Broumovsko benediktinským mnichům z Břevnovského kláštera. Mniši zde založili městečko, chráněné opevněnou tvrzí. Ta byla ve 14. století přestavěna na klášter, který tvořil dvojklášteří s pražským Břevnovem a vzhledem ke své lepší obranyschopnosti skýtal břevnovským mnichům útočiště v neklidných dobách. V městečku byla zřízena farnost. Klášter sloužil po roce 1950 jako internační tábor pro řeholníky.
V roce 1945 došlo k rozdělení unie Břevnova a Broumova. Benediktinští mniši spravovali také několik farností v okolí. V Šonově došlo na jaře 1945 k brutální vraždě dvou mnichů, Albana Prauseho a Ansgara Schmitta. Zavraždila je skupina čtyř zločinců, kteří přijeli do pohraničí rabovat. Dva mniši, kteří se za války nijak neprovinili, byli zavražděni a zahrabáni v lese za farou. Mezi oběti této zločinecké skupiny, vedené jakýmsi řezníkem, patřil i tehdejší broumovský děkan, jménem Bayer, a všichni lidé, kteří se zrovna zdržovali na jeho faře.
V roce 2010 byly k Broumovu afilovány původně samostatné farnosti Heřmánkovice, Ruprechtice, Martínkovice a Šonov.

#### Přehled duchovních správců
- 1950–1963 P. Stanislav Šroufek, OSB
- 1963–1964 R.D. Jaroslav Cvrček
- 1964–1965 R.D. František Bureš
- 1965–1973 R.D. František Plodek
- 1973–1985 R.D. Josef Smola
- 1985–2007 D. Norbert Josef Zeman, O.Praem.
- od r. 2007 R.D. ThLic. Martin Lanži

### Současnost
Farnost má sídelního duchovního správce, který zároveň in materialibus administruje farnost Teplice nad Metují.
| Kostel                        | Místo        | Bohoslužba             | Bohoslužba             | Poznámka                  |
| ----------------------------- | ------------ | ---------------------- | ---------------------- | ------------------------- |
| Kostel sv. Máří Magdaleny     | Božanov      | neděle                 | 8.30                   | filiální kostel           |
| Kaple Nanebevzetí Panny Marie | Božanov      | neslouží se pravidelně | neslouží se pravidelně | kaple                     |
| Kostel sv. Petra a Pavla      | Broumov      | neděle čtvrtek pátek   | 10.00 7.15 15.00       | farní kostel              |
| Kostel Panny Marie            | Broumov      | sobota                 | 8.00                   | filiální kostel           |
| Kostel sv. Ducha              | Broumov      | neslouží se pravidelně | neslouží se pravidelně | špitální kostelík         |
| Kostel sv. Václava            | Broumov      | středa                 | 18.00                  | filiální kostel           |
| Kostel sv. Vojtěcha           | Broumov      | neděle úterý           | 17.00 18.00            | opatský kostel v klášteře |
| Kostel Všech svatých          | Heřmánkovice | neděle                 | 10.00                  | filiální kostel           |
| Kostel sv. Jiří a sv. Martina | Martínkovice | neděle                 | 8.30                   | filiální kostel           |
| Kostel sv. Barbory            | Otovice      | neděle                 | 8.30                   | filiální kostel           |
| Kostel sv. Jakuba Většího     | Ruprechtice  | neděle                 | 10.00                  | filiální kostel           |
| Kostel sv. Markéty            | Šonov        | neděle                 | 8.30                   | filiální kostel           |
| Kostel Panny Marie            | Šonov        | neděle                 | 8.30                   | hřbitovní kostel          |
| Kostel sv. Michaela           | Vernéřovice  | neděle                 | 10.00                  | filiální kostel           |
| Kaple Panny Marie             | Vernéřovice  | neslouží se pravidelně | neslouží se pravidelně | poutní kaple              |
| Kostel sv. Anny               | Vižňov       | neděle                 | 10.00                  | filiální kostel           |